# Sovjetrepubliek Stavropol
De sovjetrepubliek Stavropol (Russisch: Ставропольская Советская Республика) was een autonome republiek in de RSFSR. De republiek bestond van 1 januari 1918 tot 7 juni 1918  De republiek ontstond uit het gouvernement Stavropol. De republiek ging samen met de sovjetrepubliek Koeban-Zwarte Zee en de sovjetrepubliek Terek op in de sovjetrepubliek Noord-Kaukasus. De hoofdstad was Stavropol.